# Azzedine Amanallah
Azzedine Amanallah (Marracash, 7 aprile 1956) è un ex calciatore marocchino, di ruolo centrocampista.